# Sandplantör

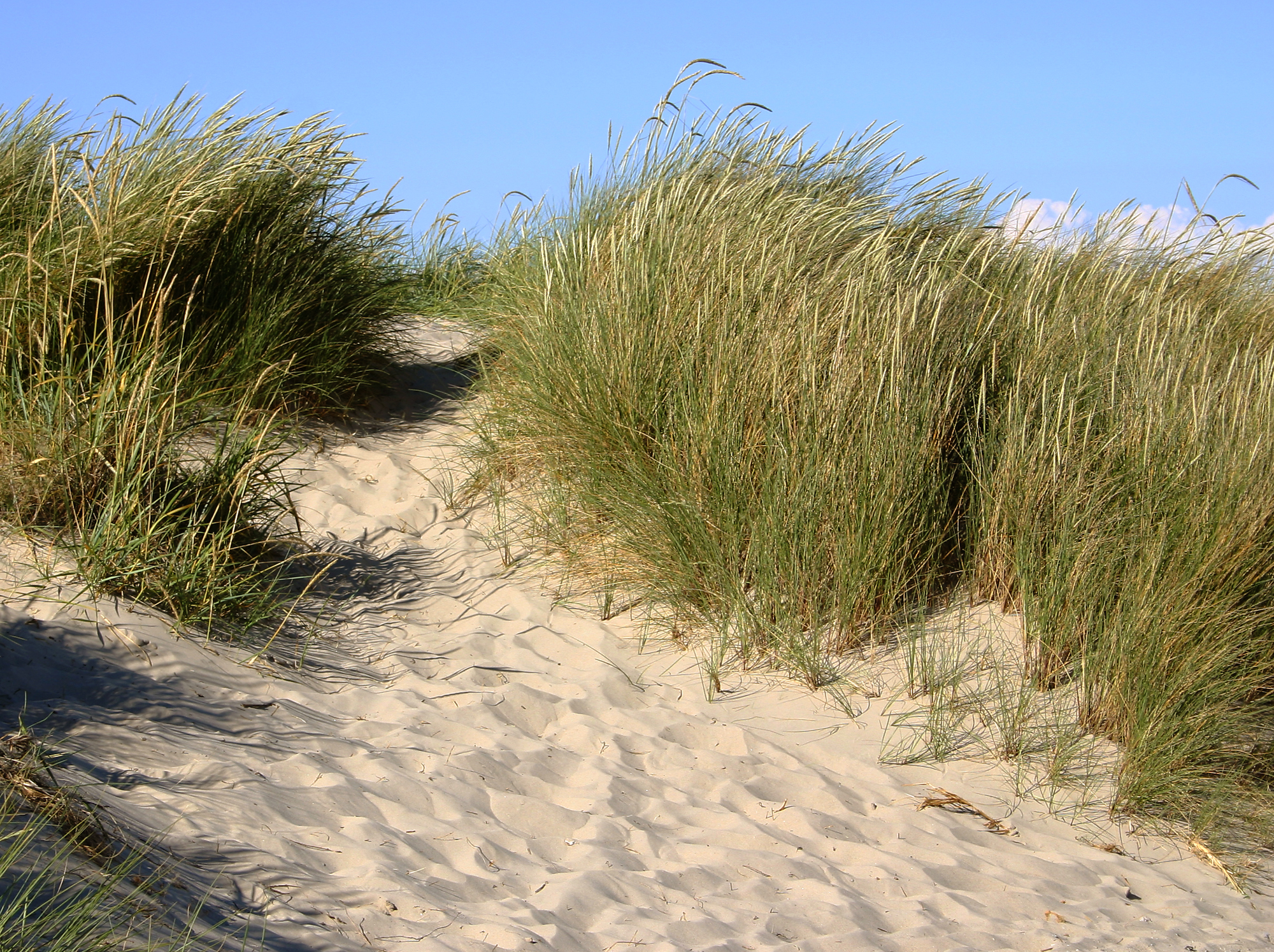
Sandklit av strandråg

Sandplantör eller Flygsandsplantör som det också kallades var ett lokalt yrke på 1800-talet på svenska västkusten och på kusterna runt Danmark.  Sandplantörens jobb gick ut på att förhindra sandförflyttningar genom att plantera olika växter i sanden vid kusterna. I Sverige har mestadels tall, pil och strandråg använts för att binda sanden. I modern tid har yrket ersatts av Landskapsarkitekten